# Guy of Warwick (film)
Pour les articles homonymes, voir Guy of Warwick.
Pour plus de détails, voir Fiche technique et Distribution.
Guy of Warwick est un film britannique réalisé par Fred Paul (en), sorti en 1926.
Ce film muet en noir et blanc est basé sur l'histoire de Guy de Warwick, héros d'un roman de chevalerie anglais du XIIIe siècle.

## Synopsis
L'histoire de Guy de Warwick, héros d'un roman de chevalerie anglais du XIIIe siècle...

## Fiche technique
- Titre original : Guy of Warwick
- Réalisation : Fred Paul (en)
- Société de production : Cosmopolitan Productions
- Société de distribution : Cricks & Martin Films
- Pays d'origine :  Royaume-Uni
- Langue : anglais
- Format : Noir et blanc – 1,33:1 – 35 mm – Muet
- Genre : film d'aventure
- Longueur de pellicule : 431,9 m (2 bobines)
- Année : 1926
- Dates de sortie :
  - Royaume-Uni : janvier 1926

## Distribution
- Godfrey Tearle : Guy of Warwick